# ناحیه کلارک، شهرستان پوپ، آرکانزاس
ناحیه کلارک، شهرستان پوپ، آرکانزاس (به انگلیسی: Clark Township) یک منطقهٔ مسکونی در ایالات متحده آمریکا است که در شهرستان پوپ، آرکانزاس واقع شده‌است. ناحیه کلارک ۲٬۹۶۹ نفر جمعیت دارد و ۱۱۰٫۰۳ متر بالاتر از سطح دریا واقع شده‌است.